# Makoše (Župa dubrovačka)
Makoše är ett samhälle i kommunen Župa dubrovačka i Kroatien. Samhället har 168 invånare. (2011)